# Contratto di durata
I contratti di durata sono contratti le cui prestazioni contrattuali si sviluppano nel tempo; sono distinguibili in contratti ad esecuzione periodica (nei quali le prestazioni vengono eseguite a intervalli periodici) e contratti ad esecuzione continuata (nei quali le prestazioni si realizzano in modo permanente e non frazionato).